# 黄斑渔游蛇
黄斑渔游蛇（学名：Xenochrophis flavipunctatus）也称草花蛇、花蛇、草上飞、渔蛇、黄斑异色蛇、渔异色蛇，一种分布于中国南方和中南半岛等地区的爬行动物，隶属于游蛇科渔游蛇属。目前有很多学者和资料将本种划入异色蛇属（Fowlea），称黄斑异色蛇或渔异色蛇。其种加词“flavipunctatus”意为“黄色斑点的”。

## 保护
本种于2023年被收录入《有重要生态、科学、社会价值的陆生野生动物名录》。